# سندرز (آریزونا)
سندرز (به انگلیسی: Sanders) یک منطقهٔ مسکونی در ایالات متحده آمریکا است که در شهرستان آپاچی، آریزونا واقع شده‌است. سندرز ۶٫۲۰ کیلومتر مربع مساحت و ۳٬۷۱۶ نفر جمعیت دارد و ۱٬۷۸۷٫۶۷ متر بالاتر از سطح دریا واقع شده‌است.